# جنت ابو لغد
جنت لیپمن ابو لُغد (انگلیسی: Janet Lippman Abu-Lughod ‏ ۳ اوت ۱۹۲۸ – ۱۴ دسامبر ۲۰۱۳) یک جامعه‌شناس اهل ایالات متحده آمریکا بود که بیشتر به دلیل نظریات وی در زمینه سیستم‌های جهانی و جامعه‌شناسی شهری شناخته می‌شود.

## خانواده
وی در سال ۱۹۵۱ با ابراهیم ابو لغد ازدواج کرد. آنها چهار فرزند به نام‌های لیلا، مریم، دینا و جواد داشتند.

## اوایل زندگی
وی که در نیوآرک، نیوجرسی بزرگ شد، در دبیرستان ویکهوایک تحصیل کرد و در آن جا تحت تأثیر آثار لوئیس مامفورد در مورد شهرنشینی قرار گرفت.

## دانشگاهی

سیستم جهانی قرن سیزدهم. نقشه بر اساس کار جنت ابو لغد.

جنت ابو لغد دارای مدرک تحصیلات تکمیلی از دانشگاه شیکاگو و دانشگاه ماساچوست در امهرست بود. فعالیت تدریس وی در دانشگاه ایلینوی در اربانا-شمپین آغاز شد و وی را به دانشگاه آمریکایی قاهره، کالج اسمیت و دانشگاه نورت‌وسترن برد، جایی که مدت بیست سال تدریس کرد و چندین برنامه مطالعات شهری را هدایت کرد. در بین سال‌های ۱۹۵۰–۱۹۵۲ ابو لغد، مدیر تحقیقات جامعه مسئولان برنامه‌ریزی آمریکا، در سال ۱۹۵۴، همکار تحقیقاتی در دانشگاه پنسیلوانیا، مشاور و نویسنده کتاب «شورای آمریکا برای بهبود همسایگی ما» بود. در سال ۱۹۸۷ وی مدرک استادی جامعه‌شناسی و مطالعات تاریخی را از دانشکده تحقیقات اجتماعی دریافت کرد و در سال ۱۹۹۸ نیز بازنشسته شد. به محض بازنشستگی، وی به ملاقات‌های کوتاه مدت تدریس در دانشگاه بغازیچی در استانبول و برنامه بین‌المللی افتخارات در دانشگاه قاهره سفر کرد. وی بیش از صد مقاله و سیزده کتاب را در رابطه با جامعه‌شناسی شهری، تاریخ و پویایی سیستم جهانی و شهرهای خاورمیانه از جمله تاریخ شهری قاهره منتشر کرد که است که هنوز کتاب «قاهره: ۱۰۰۱ سال پیروزی شهر» ، یکی از آثار کلاسیک به حساب می‌آید.
در سال ۱۹۷۶ به وی یک یادبود جان گوگنهایم برای جامعه‌شناسی تعلق گرفت. ابو لغد بیش از ده‌ها بورسیه معتبر دولتی ملی و کمک‌های مالی برای تحقیق در زمینه‌های جمعیت شناسی، جامعه‌شناسی شهری، برنامه‌ریزی شهری، توسعه اقتصادی و اجتماعی، سیستم‌های جهانی و شهرنشینی در ایالات متحده، خاورمیانه و جهان سوم دریافت کرد.
وی بیشتر به خاطر مونوگرافی خود «قبل از هژمونی اروپایی: سیستم جهانی» شهرت دارد که در آن استدلال می‌کند که یک سیستم جهانی پیش از مدرن که در سراسر اوراسیا امتداد دارد و در قرن سیزدهم وجود داشت، قبل از شکل‌گیری سیستم جهانی مدرن توسط امانوئل. والرشتاین مشخص شده بود. علاوه بر این، وی استدلال کرد که «ظهور غرب» که با وارد شدن کشتی‌های مسلح پرتغالی به شبکه‌های تجارت نسبتاً صلح آمیز اقیانوس هند در قرن شانزدهم آغاز شد، نتیجهٔ ویژگی‌های داخلی اروپا نبود، بلکه با فروپاشی سیستم جهانی قبلی ممکن شد.
ابو لغد در آثار خود با تعهد به دیدن و عمل به امکانات برای ایجاد تغییرات سازنده اجتماعی، به توسعه اجتماعی و اقتصادی شهرهای جهانی می‌پردازد. دامنه آثار وی از مطالعات سطح خرد در مورد سرزمین و تغییر اجتماعی، به تجزیه و تحلیل انتشار شهرهای جهانی در جهان غربی و عربی و مطالعات تاریخی شهرهای قرون وسطایی می‌رود.
وی چندین اثر خوب را در شهرهای آمریکایی از جمله نیویورک، شیکاگو، لس آنجلس منتشر کرد: شهرهای جهانی آمریکا و مسابقه، فضا و شورش در شیکاگو، نیویورک و لس آنجلس.
وی در ۱۴ دسامبر ۲۰۱۳ در ۸۵ سالگی در شهر نیویورک درگذشت.

## توضیحات
1. ↑  World-systems theory
2. ↑  Urban sociology